# Retheuil
Retheuil település Franciaországban, Aisne megyében. Lakosainak száma 348 fő (2022. január 1.). Retheuil Haramont, Mortefontaine, Taillefontaine, Chelles, Morienval, Pierrefonds és Saint-Étienne-Roilaye községekkel határos.

## Népesség
A település népessége az elmúlt években az alábbi módon változott:
| Lakosok száma | 314  | 304  | 306  | 368  | 384  | 379  | 359  | 346  | 340  | 348  |
|               | 1968 | 1982 | 1990 | 2006 | 2013 | 2015 | 2017 | 2019 | 2020 | 2022 |